# Postzegelbeurs

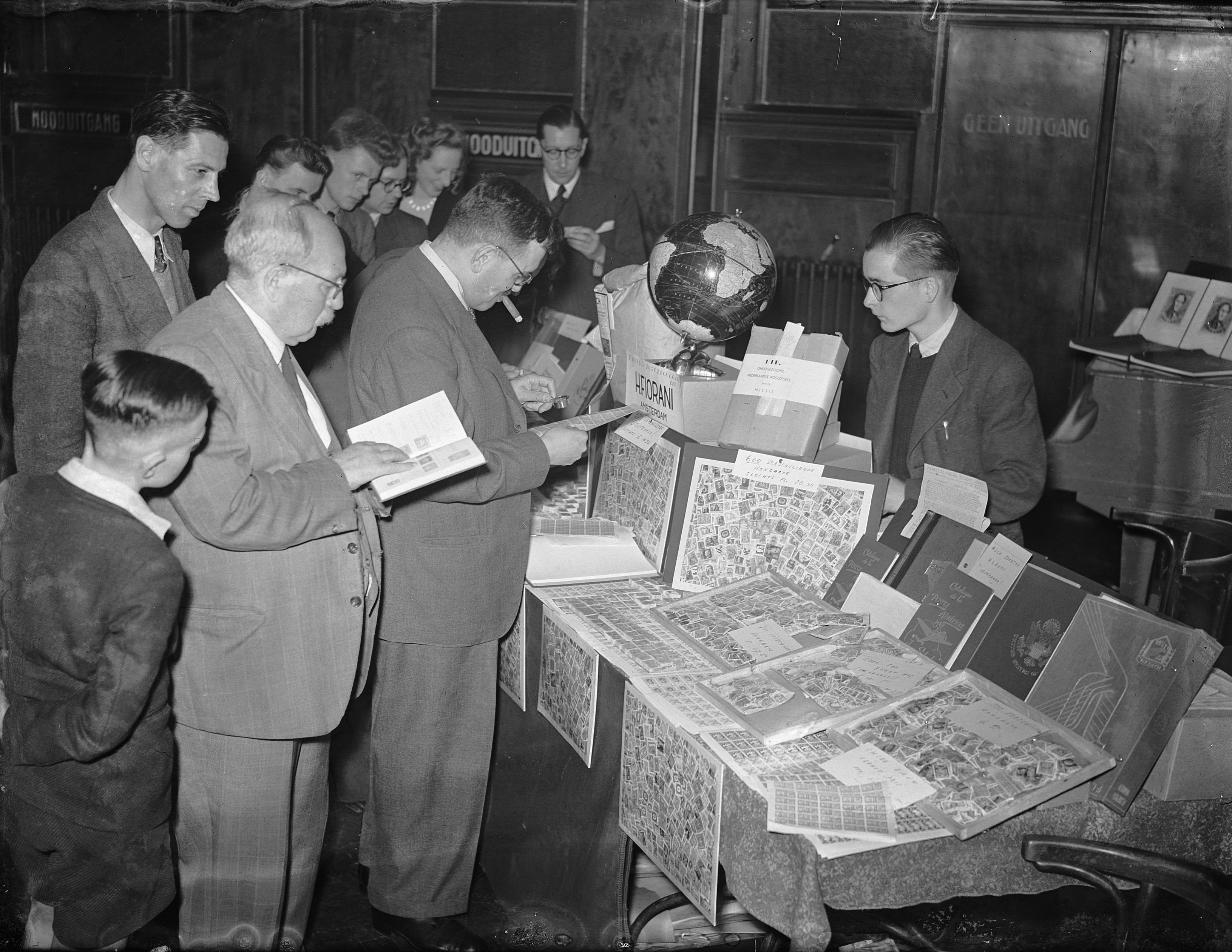
Postzegelbeurs mei 1948

Een postzegelbeurs is een evenement waar postzegelverzamelaars, ook wel filatelisten genoemd, samenkomen om postzegels en aanverwante verzamelobjecten zoals ansichtkaarten en prentbriefkaarten te kopen, verkopen, ruilen of tentoonstellen. Het doel van zo’n beurs is niet enkel het uitbreiden van persoonlijke verzamelingen, maar ook het delen van kennis, het taxeren van bijzondere stukken en het ontmoeten van gelijkgestemden. 
Postzegelbeurzen zijn belangrijke ontmoetingsplaatsen binnen de wereld van de filatelie, en vormen een brug tussen verzamelaars en professionele handelaren. Ze spelen dus een cruciale rol in het in stand houden en vernieuwen van de filatelie als verzamelhobby.

## Organisatie
De organisatie van een postzegelbeurs vergt een zorgvuldige voorbereiding. Meestal worden deze beurzen opgezet door filatelistenverenigingen of professionele beursorganisatoren zoals WB Evenementen in Nederland.

## Voorbeelden
In zowel België als Nederland worden regelmatig postzegelbeurzen georganiseerd, variërend van lokale bijeenkomsten tot grootschalige nationale of zelfs internationale evenementen. Zo vond er in Leuven een beurs plaats die zo’n 400 bezoekers trok. Een ander Belgisch voorbeeld is de beurs van Postzegelclub De Leiestreek in Deinze, die in juni 2025 haar vierde editie kende. De toegang was gratis en gericht op een breed publiek van alle leeftijden.
In Nederland is Purmerend een belangrijk regionaal centrum. Daar organiseert de Purmerender Postzegel Ruilclub de grootste postzegelbeurs van Noord-Holland, met zowel professionele handelaren als particuliere ruiltafels en gratis toegang voor het publiek. In 's-Hertogenbosch vond in november 2025 een nationale postzegelbeurs plaats, ter gelegenheid van het 95-jarig jubileum van de lokale filatelistenvereniging. Naast een tentoonstelling en taxatiemogelijkheden werden er daar ook zogenaamde '10‑cent boeken' aangeboden, waarin postzegels voor zeer lage prijzen worden verkocht.
Andere belangrijke beurzen in Nederland zijn onder meer te vinden in Zwolle, waar in Gebouw Domusica maandelijks bijeenkomsten worden georganiseerd gedurende het beursseizoen 2024–2025, en in Drunen, waar de halfjaarlijkse beurs Filafair plaatsvindt, met onder andere een veiling, een speciaal voor de beurs uitgegeven postzegelserie, en veel ruimte voor educatie en ontmoeting.
Tot slot biedt Houten plaats aan internationale beurzen van formaat. WB Evenementen organiseert daar onder andere de Postzegel & Prentbriefkaartenbeurs in september en een Oudjaarsbeurs eind december. Deze evenementen trekken niet alleen filatelisten uit Nederland, maar ook uit het buitenland, en bieden ruimte aan stands van PostNL, gespecialiseerde handelaren, verenigingen en thematische exposities.